# Дружба (футбольний клуб)
Дружба — футбольний клуб в м. Київ.

## Історія
Футбольну команду на Київському м`ясокомбінаті було створено в 1949 році під керівництвом Б. Шмігельського, якій і привів своїх підопічних у 1950 році до перемоги в першості Республіки серед підприємств харчової промисловості. До складу команди входили: А. Бондаренко, Л. Прохоренко,Ю.Потапов, Б.Вагун, Б.Шмігельський, Г.Саленко, В. Перов, Ю. Хмільовий, І. Пінчук, А. Чеченя.
1964 рік. Команда  Київського  м`ясокомбінату стала переможцем районної першості м. Києва.
1965 рік. Збудоване перше футбольне поле на м`ясокомбінаті. Будівництвом керував Скорий М..
1969 рік 20 травня. Відбулася товариська зустріч футболістів м`ясокомбінату з ветеранами  київського “Динамо”.
1970 рік. Утворюється футбольний клуб “Дружба”, в якому об`єдналися: доросла команда м`ясо-комбінату і дитячі та юнацькі команди МІСЬКВНО - 2. Очолив клуб “ДРУЖБА” А.П. КАМЗОЛОВ.
1972 рік. Доросла команда клубу “Дружба” стала переможцем у першості м. Києва по другій групі.
1978 рік. На Київському м`ясокомбінаті збудовано спорткомплекс.
1979 рік. Ліквідовано футбольний клуб “Дружба” у зв`язку зі смертю А.П. Камзолова і реорганізацією МІСЬКВНО – 2.
З 1979 по 1986 рік доросла команда КМК брала участь у першості  Київської області під керівництвом Скорого М..
1986 рік. З допомогою В.І. Васькевича дорослу команду учасницю першості з футболу  Київської області тренує Е.Філенко (вихованець А.П. Камзолова), якій  в 1987 році з ЖЕКу переходить із дитячими командами працювати на м`ясокомбінат. Також з ЖЕКу переходить працювати на м`ясокомбінат із своїми командами Жаріков В. А з приходом Нахабова С. ( також вихованця А.П. Камзолова) повністю відновлює свою діяльність колись ліквідований футбольний клуб "ДРУЖБА".
1988 рік. Вісім команд Клубу офіційно виступають у першості м. Києва по 2 групі.
1990 рік. При профкомі КМК, завдяки голові профкому В.Г. Дорошенко, створено дитячо-юнацький футбольний клуб “Дружба”, котрий було зареєстровано в Дарницькому райвиконкомі  першим президентом ДЮФК”ДРУЖБА” О.Гопкало і віце-президентом В.Васькевичем.  Другім президентом було обрано Жарікова В. З 1997 року президентом є Філенко Е., голова Ради Клубу Васькевич В..
В 1993, 1996 – 2000 рр. команди клубу брали участь у міжнародних змаганнях із футболу, котрі проводились в Данії, де ставали призерами та переможцями (2000 р. – команда 1988 р.н. –1 місце у своїй віковій групі, тренер команди Філенко Е.В.).
З 1997 по 2003 рік команди клубу беруть участь в усіх змаганнях котрі проводить  федерація футболу міста Києва, це 7 команд ( 3 дитячі команди, 3 юнацькі команди та одна доросла команда).
В 2003 році в ДЮСШ “Атлет” відкривається відділення з футболу і всі тренери ФК”Дружба” переходять у цю школу. Іде повна реорганізація ДЮСШ “Атлет”.
Директором школи призначається Васькевич В.І., завідувачем спорткомплексу Моргун М.В., завучем Моргун Н.О., старшим тренером Філенко Е.В.  
Завдяки зусиллям Васькевича В.І.  та ФК "Дружба" вдалося відстояти спорткомплекс КМК і передати його у власність міста з подальшою передачею ДЮСШ ”Атлет”.